# Oskar Wlach

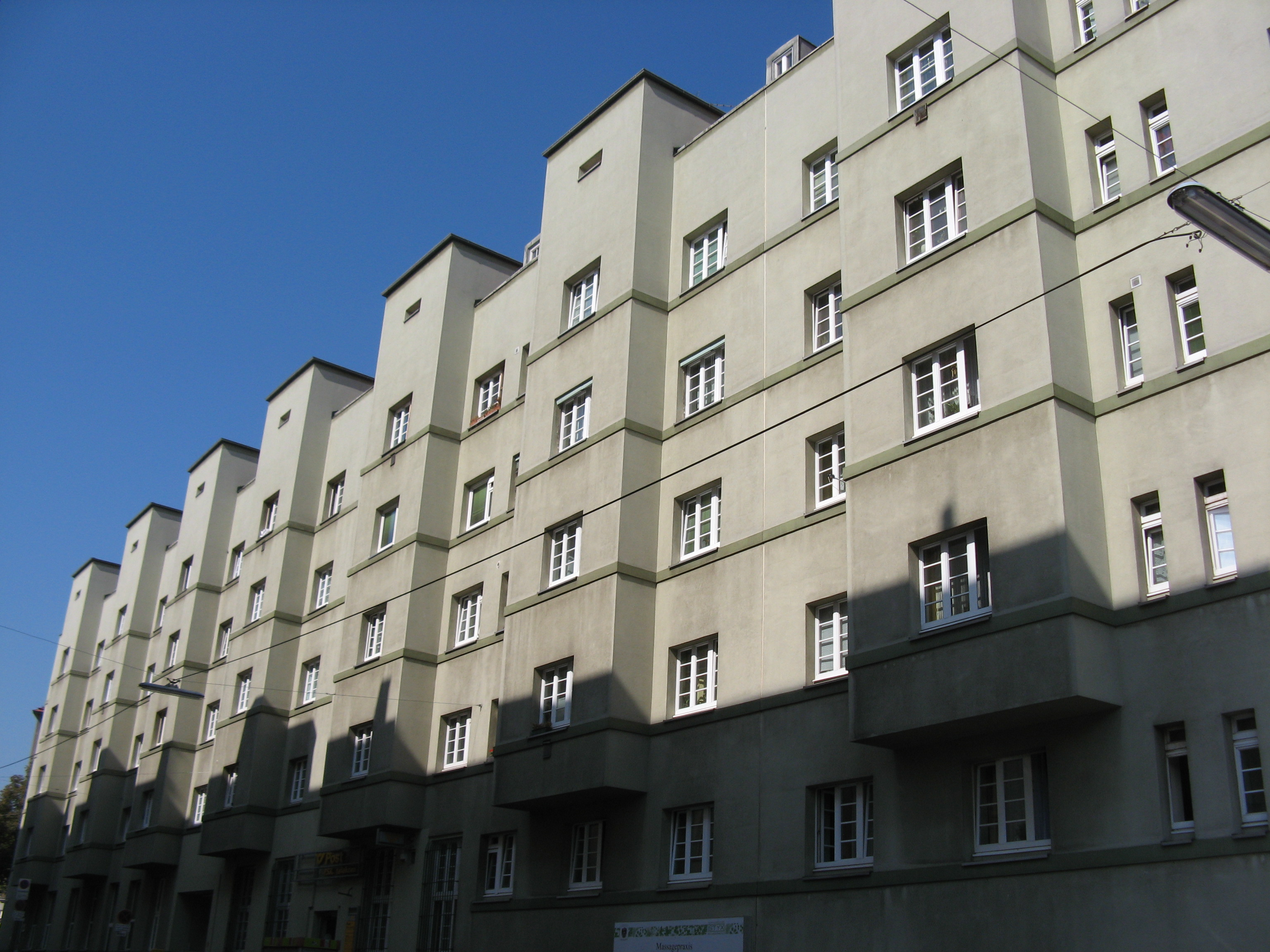
Wohnhausanlage 10., Bürgergasse 17–19, von Oskar Wlach

Oskar Wlach (* 18. April 1881 in Wien, Österreich-Ungarn; † 16. August 1963 in New York City) war ein österreichischer Architekt, Innenarchitekt und Möbeldesigner.

## Leben
Oskar Wlach entstammte einer gutbürgerlichen jüdischen Familie, die aus Mähren stammte. Nach der Matura 1898 studierte er bis 1903 an der Technischen Hochschule in Wien bei Karl König. Im Jahr 1906 promovierte er zum Dr. techn. und studierte anschließend an der Akademie der bildenden Künste Wien in der Meisterschule bei Friedrich Ohmann.
Nach dem Studium arbeitete er ab 1907 mit Oskar Strnad als freiberuflicher Architekt zusammen. Im Jahr 1913 stieß auch Josef Frank als dritter Mitarbeiter dazu. Wlach leistete während des Ersten Weltkrieges seinen Kriegsdienst ab und wurde als Leutnant dekoriert. Danach bestand die Ateliergemeinschaft mit Strnad und Frank nicht mehr, dennoch arbeiteten sie weiterhin lose zusammen. Nachdem sich Strnad zurückgezogen hatte, gründeten Wlach und Frank in Wien eine Einrichtungsfirma, die Haus und Garten OHG.

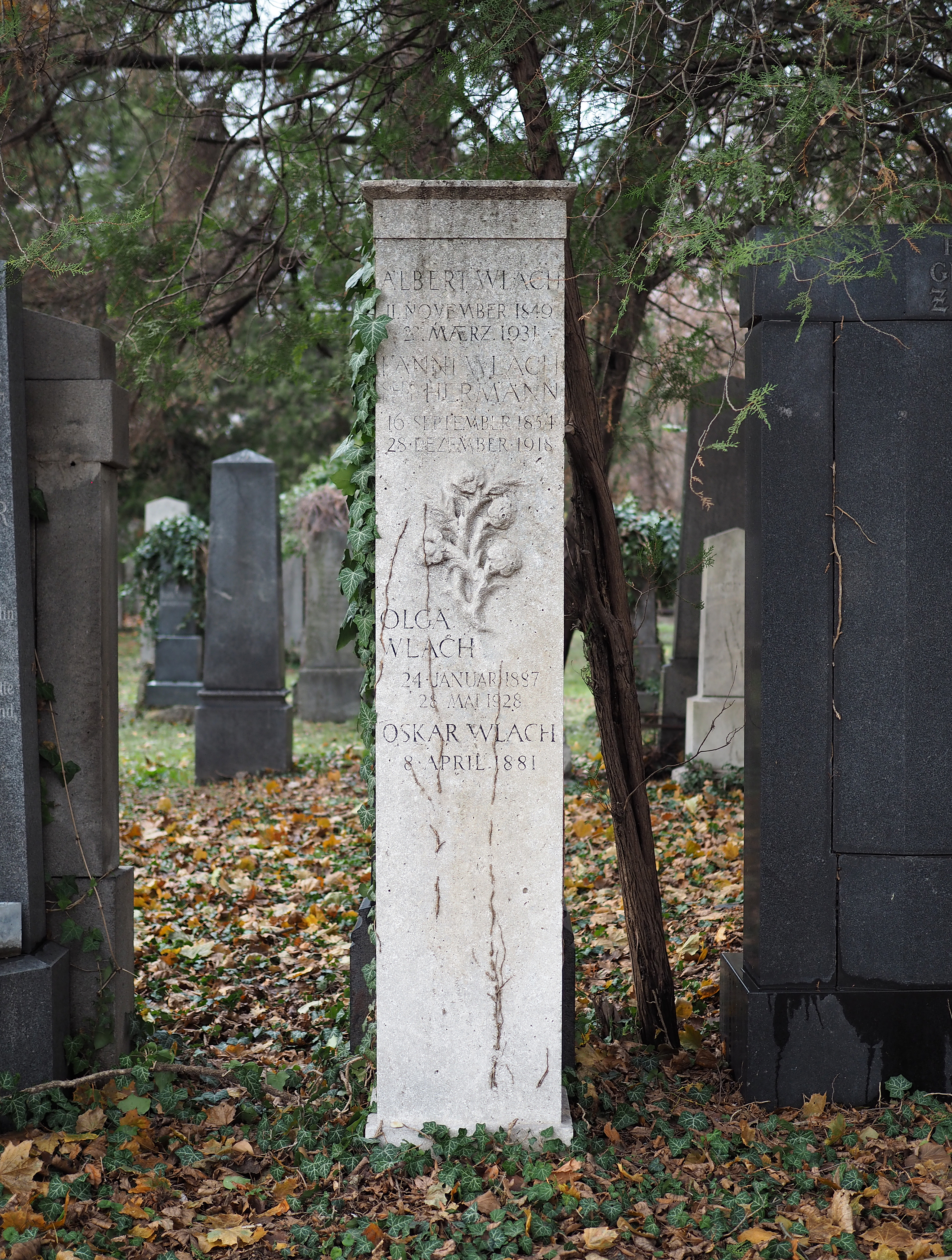
Grab von Oskar Wlach auf dem Wiener Zentralfriedhof

Josef Frank musste 1934 aus politischen Gründen emigrieren, Wlach führte die Firma bei guter Auftragslage während des „Ständestaates“ allein weiter. Nach dem „Anschluss“ Österreichs an das Deutsche Reich, 1938, wurde Wlachs Firma „arisiert“, er selbst ging über London nach Amerika. Er erwarb dort 1940 eine Architektenlizenz, hatte aber beruflich keinen Erfolg mehr. Er wurde 1957 noch Zeichner in einem Einrichtungsbüro und starb mittellos in einem New Yorker Altersheim. Seine letzte Ruhestätte fand Oskar Wlach neben seinen Eltern Albert und Fanni (geb. Hermann) sowie seiner Schwester Olga in der Alten Jüdischen Abteilung des Wiener Zentralfriedhofs (Tor 1, Gruppe 76B, Reihe 5, Nummer 4); auf dem Grabstein ist sein Geburtsdatum fälschlich mit 8. April angegeben.
Wlach steht immer noch zu Unrecht im Schatten von Josef Frank. Er baute als Architekt betont funktional, die Wohnhausanlagen für die Gemeinde Wien waren nüchterner als die meisten Bauten der Zwischenkriegszeit. Er beteiligte sich auch am Bau der Werkbundsiedlung Wien, bei der versucht wurde, neue Wege zu gehen. Sehr erfolgreich war er besonders als Innenarchitekt und Designer.

## Werke
(zumeist in Wien)
- Haus Hock, 19., Cobenzlgasse 71 (1910)
- Haus Scholl, 19., Wilbrandtgasse 3 (1913–1914)
- Haus Strauß, 19., Wilbrandtgasse 11 (1913–1914)
- Haus Wassermann, 19., Paul-Ehrlich-Gasse 4 (1914–1915)
- Wohnhäuser und ein Schlachthaus in der Türkei (1916–1919)
- Siedlung Hoffingergasse, 12., um 1921
- Wohnhausanlage der Gemeinde Wien Winarskyhof, 20., 1924
- Wohnhausanlage der Gemeinde Wien, 10., Gellertgasse 42–48 / Bürgergasse 17–19 (1926–1927)
- Wohnhausanlage der Gemeinde Wien, 14., Sebastian-Kelch-Gasse 1–3 (1928–1929)
- Haus Beer, 13., Wenzgasse 12 (1930–1931)
- Wohnhausanlage der Gemeinde Wien (seit 2013: Rosa-Jochmann-Hof), 11., Simmeringer Hauptstraße 142–150 (1931–1932)
- Doppelhaus Werkbundsiedlung, 13., Veitingergasse 99–101 (1931–1932)
- Wohnhausanlage der Gemeinde Wien, 10., Laaer-Berg-Straße 22–24 (1933–1935)
- Haus Bunzl, 19., Chimanistraße 18 (1936)[1][2]